# Mont Nakayama
Le mont Nakayama (中山, Nakayama) est une montagne culminant à 478 m d'altitude à Takarazuka dans la préfecture de Hyōgo au Japon. Situé sur le côté ouest de la ville, il est en face du fameux temple Nakayama-dera.